# Argyra barbipes
Argyra barbipes är en tvåvingeart som beskrevs av Van Duzee 1925. Argyra barbipes ingår i släktet Argyra och familjen styltflugor.
Artens utbredningsområde är Kalifornien. Inga underarter finns listade i Catalogue of Life.